# Papilio gallienus
Papilio gallienus är en fjärilsart som beskrevs av William Lucas Distant 1879. Papilio gallienus ingår i släktet Papilio och familjen riddarfjärilar. Inga underarter finns listade i Catalogue of Life.

## Bildgalleri

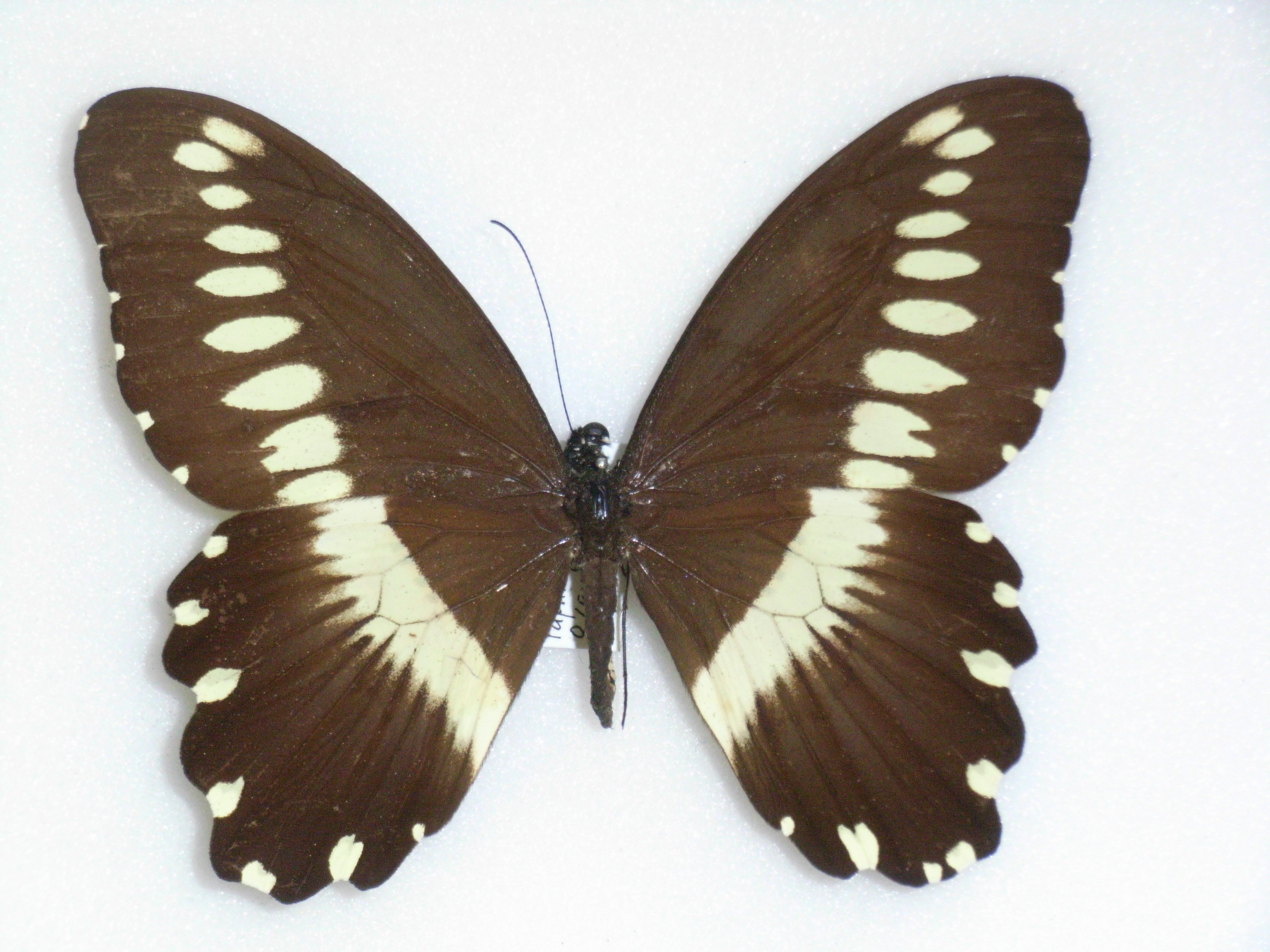
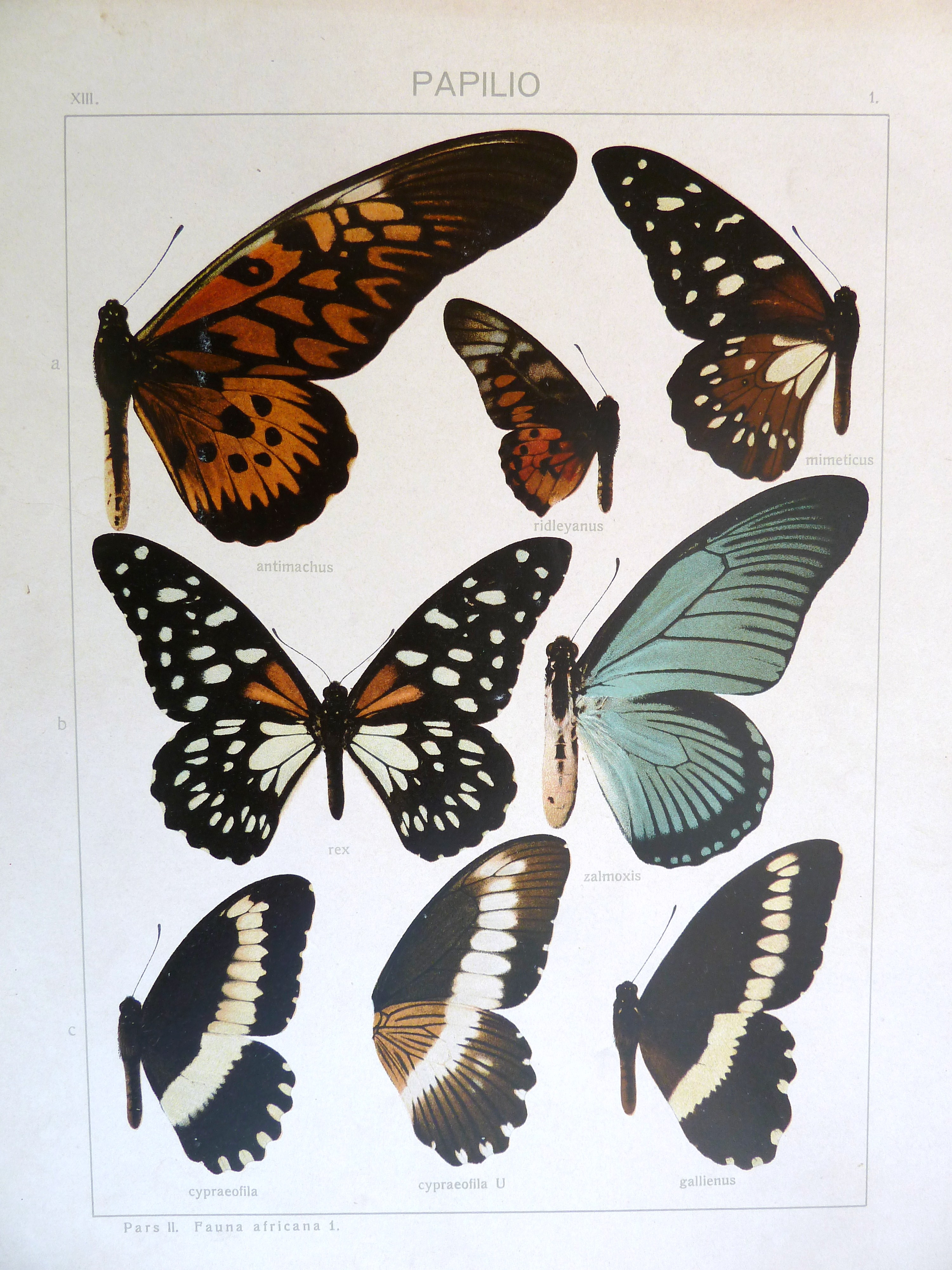